# Emanuel Feuermann
Emanuel Feuermann (Kolomyia, 22 novembre 1902 – New York, 25 maggio 1942) è stato un violoncellista austriaco.

## Biografia
Nacque a Kolomyia, nella regione della Galizia, al tempo parte dell'Impero Austro-Ungarico (oggi Kolomyja, Ucraina) da una famiglia ebrea. Entrambi i genitori erano musicisti dilettanti e anche suo fratello maggiore, Sigmund, diventò un musicista di talento. La famiglia si trasferì nel 1907 a  Vienna per garantire ai figli e al padre stesso migliori possibilità di carriera nel mondo della musica. Emanuel ebbe come primi maestri suo padre e Friedrich Buxbaum, e nel febbraio del 1914, fece il suo debutto in un concerto, condotto da Felix Weingartner. 
Nel 1917 studiò a Lipsia con il celebre violoncellista Julius Klengel. Feuermann in seguito divenne violoncellista principale dell'orchestra Gürzenich grazie alla nomina di Hermann Abendroth. Fu membro del quartetto Bram Elderling e di un trio composto dal fratello e da Bruno Walter.
Nel 1929, Feuermann divenne docente presso il Musikhochschule a Berlino.  Di questo periodo le sue collaborazioni con Carl Flesch, Szymon Goldberg, Joseph Wolfsthal, Paul Hindemith, Jascha Heifetz, William Primrose e Artur Rubinstein. Dopo essere stato costretto ad abbandonare la scuola per le sue origini ebraiche viaggiò sposandosi poi con Eva Reifenberg nel 1935. Nel 1933 suona nella prima esecuzione assoluta nella Koninklijke Harmonie di Anversa del Trio per archi n. 2 in sol diesis/la bemolle di Paul Hindemith, nel 1934 nel primo concerto nell'Orchestra Hall di Chicago e nel 1935 nella prima esecuzione assoluta a Londra del Concerto per violoncello e orchestra di Arnold Schönberg.
Emigrò alla fine negli Stati Uniti nel 1937. Continuò ad insegnare presso la Curtis Institute of Music fino alla morte. Tra i suoi allievi più importanti Bernard Greenhouse, Suzette Forgues Halasz, Aldo Parisot, Alan Shulman,  David Soyer e August Wenzinger. Morì nel 1942 per una complicazione in seguito ad un intervento chirurgico
Nel 1999 vinse il Grammy Hall of Fame Award per Shelomo, Rhapsody For Cello And Orchestra di Ernest Bloch diretto da Leopold Stokowski con la Philadelphia Orchestra del 1940 per la RCA Victor.